# Smukke mennesker
Smukke mennesker er et dansk drama fra 2010, der er instrueret af Mikkel Munch-Fals.
Filmen fik premiere den 23. september 2010. I filmen medvirker Bodil Jørgensen, Henrik Prip, Mille Lehfeldt, Sebastian Jessen, Mia Lyhne og Kurt Ravn.

## Medvirkende
| Skuespiller                | Rolle                  |
| -------------------------- | ---------------------- |
| Bodil Jørgensen            | Ingeborg               |
| Henrik Prip                | Anders                 |
| Mille Lehfeldt             | Anna                   |
| Sebastian Jessen           | Jonas                  |
| Mia Lyhne                  | Vivian                 |
| Kurt Ravn                  | Jeppe                  |
| Peter Gantzler             | Overlægen              |
| Nicolas Bro                | Læge på kræftafdeling  |
| Stine Fischer Christensen  | Prostitueret           |
| Jesper Asholt              | Bingovært              |
| Stefan Pagels Andersen     | Jonas' ex-bofælle      |
| Henrik Birch               | Anders direktør        |
| Rasmus Bjerg               | Pornoshop ejer         |
| Michelle Bjørn-Andersen    | Tove                   |
| Carsten Bjørnlund          | Kunde hos prostitueret |
| Martin Buch                | Ingeborgs direktør     |
| Ida Dwinger                | Hanne                  |
| Karl-Erik Falkentorp       | Flemming               |
| Jakob Fauerby              | Rekvisitøren           |
| Benedikte Hansen           | Annas rektor           |
| Stig Hoffmeyer             | Ingeborgs mand         |
| Jytte Kvinesdal            | Bingo-Vibeke           |
| Jesper Lohmann             | Mathiesen              |
| Tina Gylling Mortensen     | Kvinde ved boligblok   |
| Troels II Munk             | Stamkunde-Kjeld        |
| Benjamin Boe Rasmussen     | Bartender Troels       |
| Steen Richter              | Ældre mand             |
| Mikkel Rosengaard          | Sælger-Carsten         |
| Dar Salim                  | Aversionsterapeut      |
| Alexandre Willaume-Jantzen | Fotografen             |
| Christina Wongskul         | Thaikvinde             |